# تپه تکیه
تپه تکیه مربوط به دوره اشکانیان - دوره ساسانیان - دوره سلجوقیان است و در شهرستان کرمانشاه، بخش مرکزی، دهستان میان دربند، حاشیهٔ جنوبی روستای تکیه، کنار روستای سرابله واقع شده و این اثر در تاریخ ۱۵ دی ۱۳۸۷ با شمارهٔ ثبت ۲۴۱۵۹ به‌عنوان یکی از آثار ملی ایران به ثبت رسیده است.